# 斯特拉斯堡城市公共交通
斯特拉斯堡城市公共交通（法語：Transports en commun de Strasbourg）是法国东北部城市斯特拉斯堡（法語：Strasbourg）的城市公共交通系统，同时也是一个政企合一的机构，由斯特拉斯堡地方政府（包括下莱茵省和斯特拉斯堡欧洲都会区）联合管理和运营，属于法国工商业行政的公共部门。

## 名称释义
斯特拉斯堡城市公共交通的商业名称为""，是其法语全名的缩写，意为“斯特拉斯堡交通公司”。

## 历史
斯特拉斯堡的公共交通始建于德占期间，最初为“斯特拉斯堡马车公司”（Strassburger Pferde-Eisenbahn Gesellschaft），1878年7月22日，斯特拉斯堡第一辆马力车投入运营，该公司在银行的财务支持下扩展了其网络；1888年成立了斯特拉斯堡有轨电车公司（Strassburger Strassenbahn-Gesellschaft），19世纪末，斯特拉斯堡的马力车逐渐被电车代替，1900年，该网络在50公里的轨道上计数了15条电车线路。第一次世界大战以及相关的阿尔萨斯-洛林与法国的重新连接之后，该公司在1919年获得了法语名：。 
1939年，斯特拉斯堡出现无轨电车，首条路线为“勒蒂格（Roethig）↔ 奥斯特瓦尔德（Ostwald）”，二战后，随着私人汽车的发展，公共交通出现萎缩，有轨电车和无轨电车分别于1960年5月1日和1962年初停运。
在1980年代末，斯特拉斯堡政府提出现代交通计划，1989年，当地政府决定建立有轨电车网络。首条线路于1994年11月26日建成。

## 组织

### 运营
斯特拉斯堡城市公共交通的所有线路由斯特拉斯堡城市公共交通公司自主运营，直接负责提供车辆及人员配置并运营。

### 财政
斯特拉斯堡城市公共交通的财政管理由斯特拉斯堡都会区负责财政，其财政来源包括3部分：
- 地方财政支出（Contribution），即都会区本身。
- 商业收入，即车票等。
- 国家直接补助。

## 设施
截止2020年8月，斯特拉斯堡城市公共交通系统线路网包括五条有轨电车线路，总长50公里（不含重复部分）；大容量公交线2条；常规公交线路47条，另外还有斯特拉斯堡公共自行车服务及多个P+R停车场。

## 票价
斯特拉斯堡城市公共交通的车票系统包括三大类型：单次车票、短时车票和公交卡。

### 单次车票
斯特拉斯堡城市公共交通的单次车票包括三种：单次票、2次票、10次票和30次票，可在地铁站或有轨电车车站的自动售票机处购买，在公交车上购买则仅能购买单次票。所有单次车票在刷卡后一个小时内可无限次换乘。此外，在综合停车场附近亦可购买停车+公交联合车票。

### 短时车票
斯特拉斯堡城市公共交通的短时车票包括24小时票、24小时三人票和节假日团体天票。

### 公交卡
斯特拉斯堡的公交卡包含多种类型，包括公共卡（所有人均可办理和使用）、学生卡、老年卡等，办理时需实名登记并出示相关证件。

## 图集

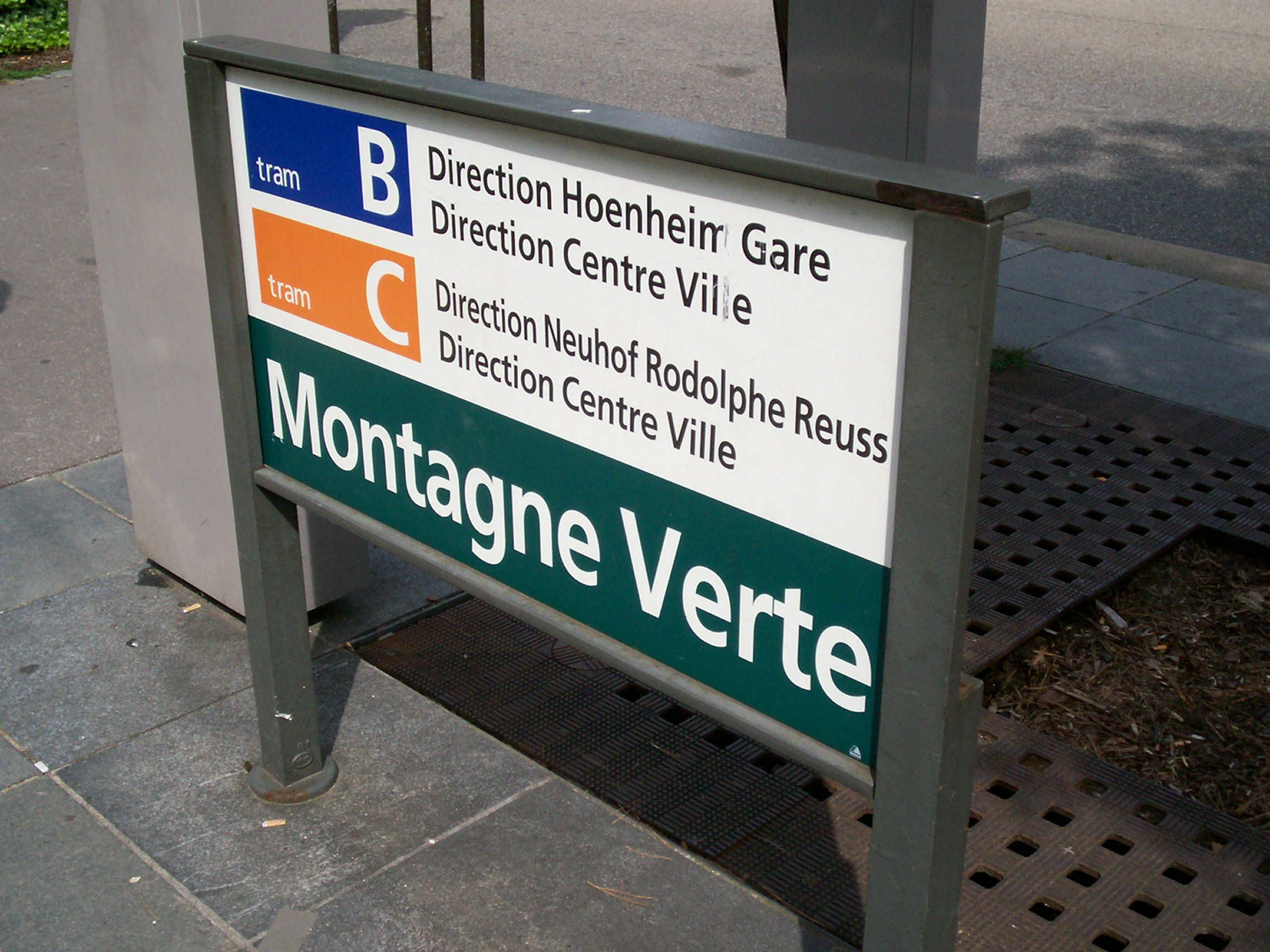
斯特拉斯堡有轨电车站牌
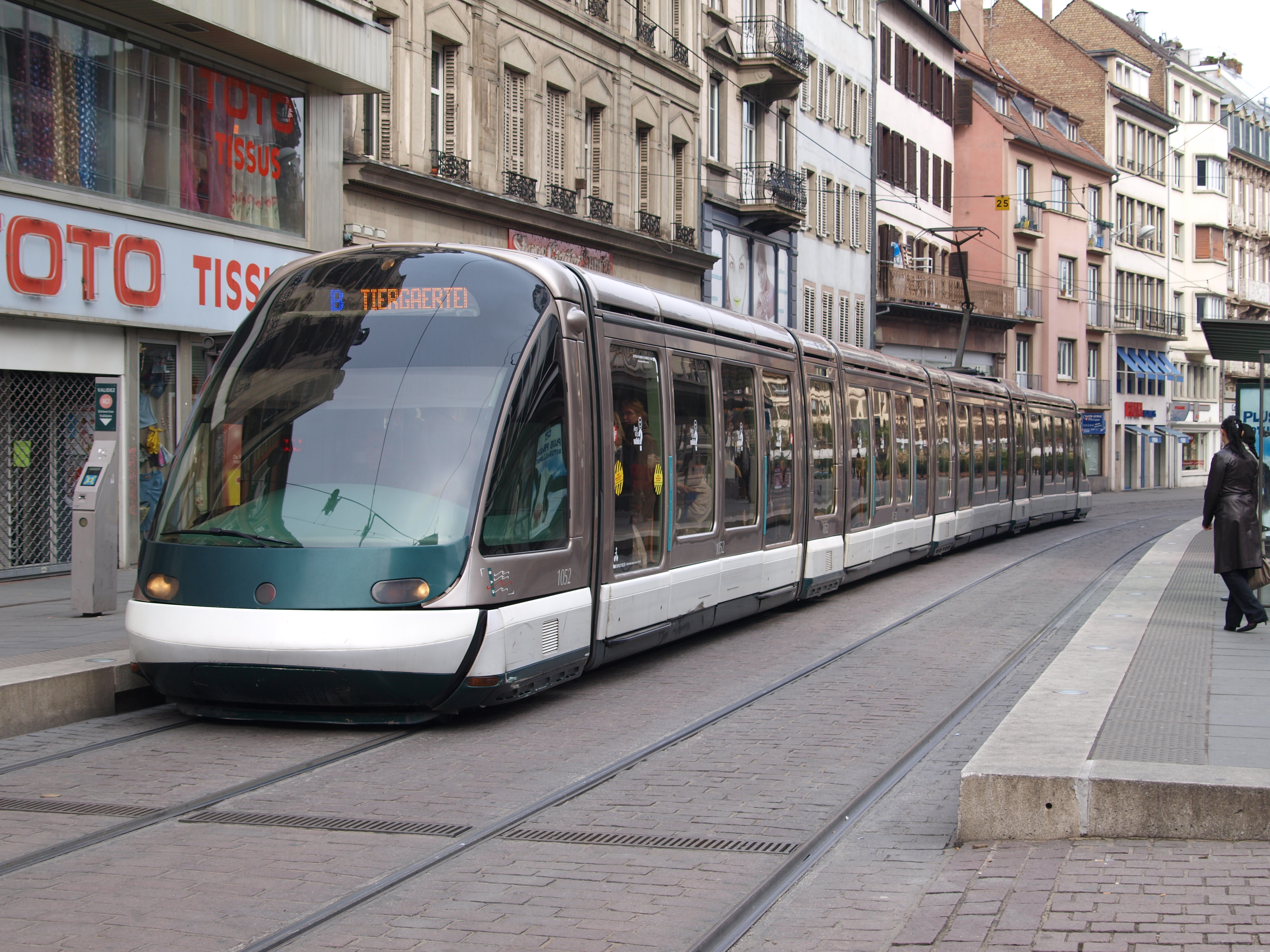
斯特拉斯堡有轨电车B线
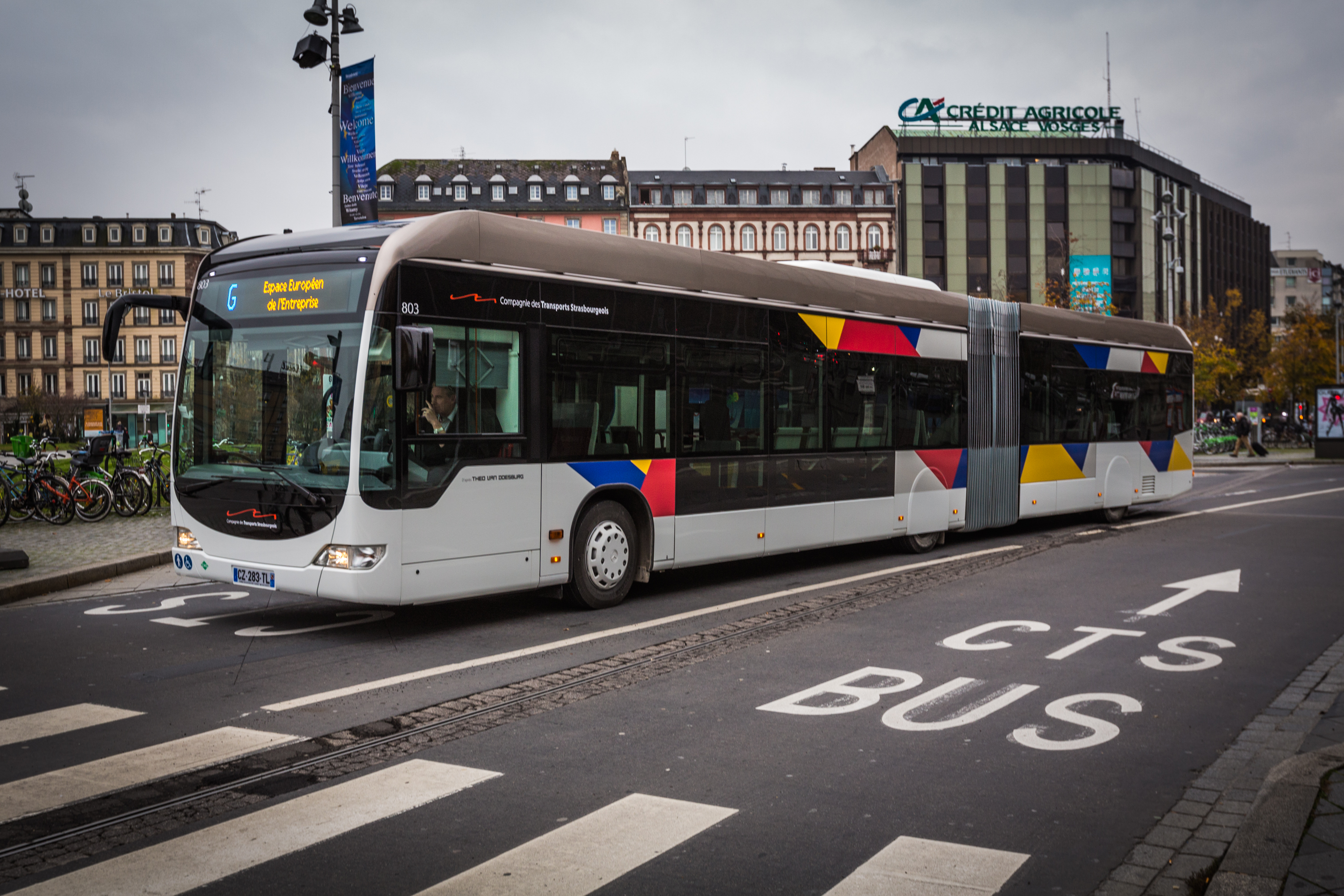
斯特拉斯堡大容量公交G线
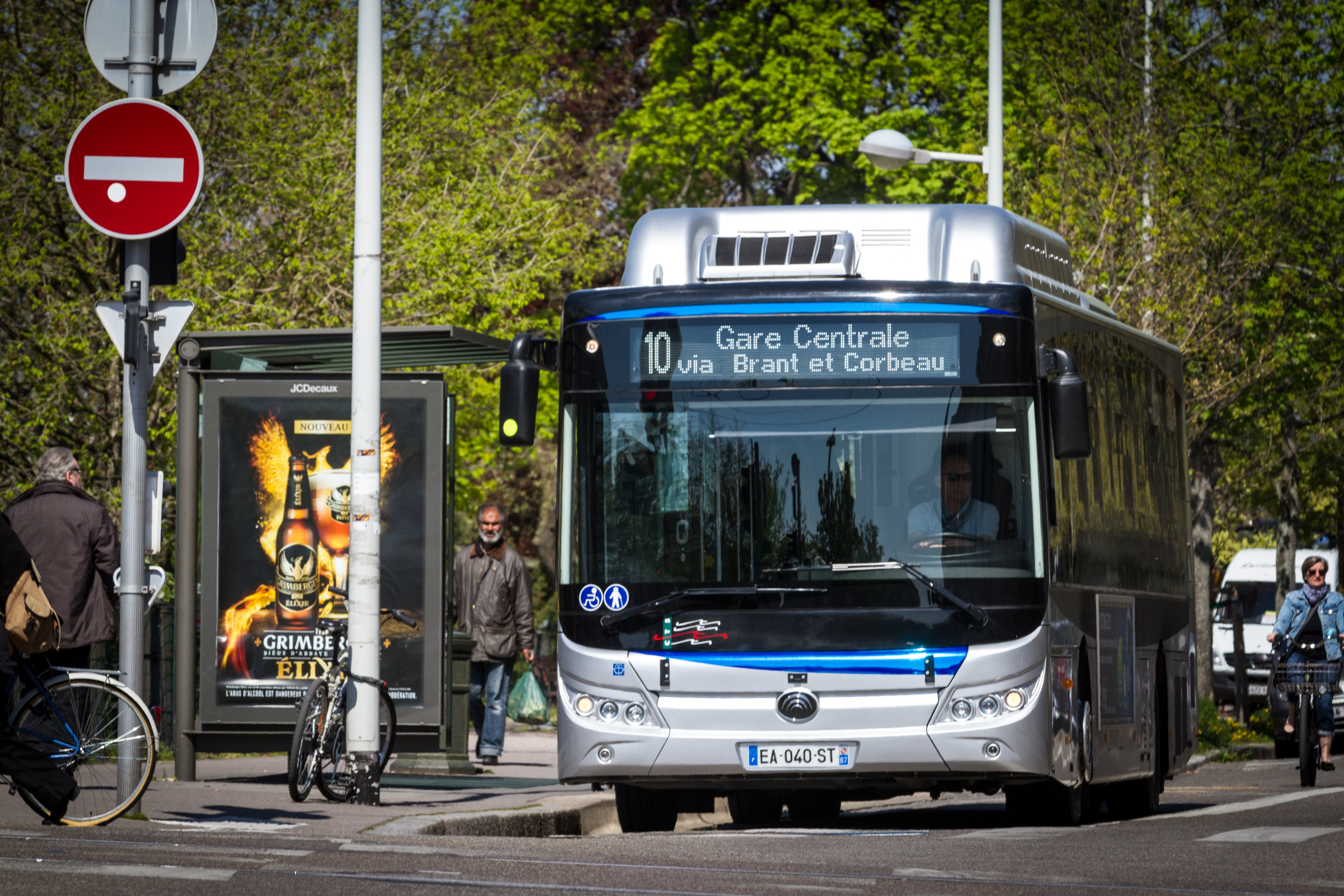
斯特拉斯堡公交10路
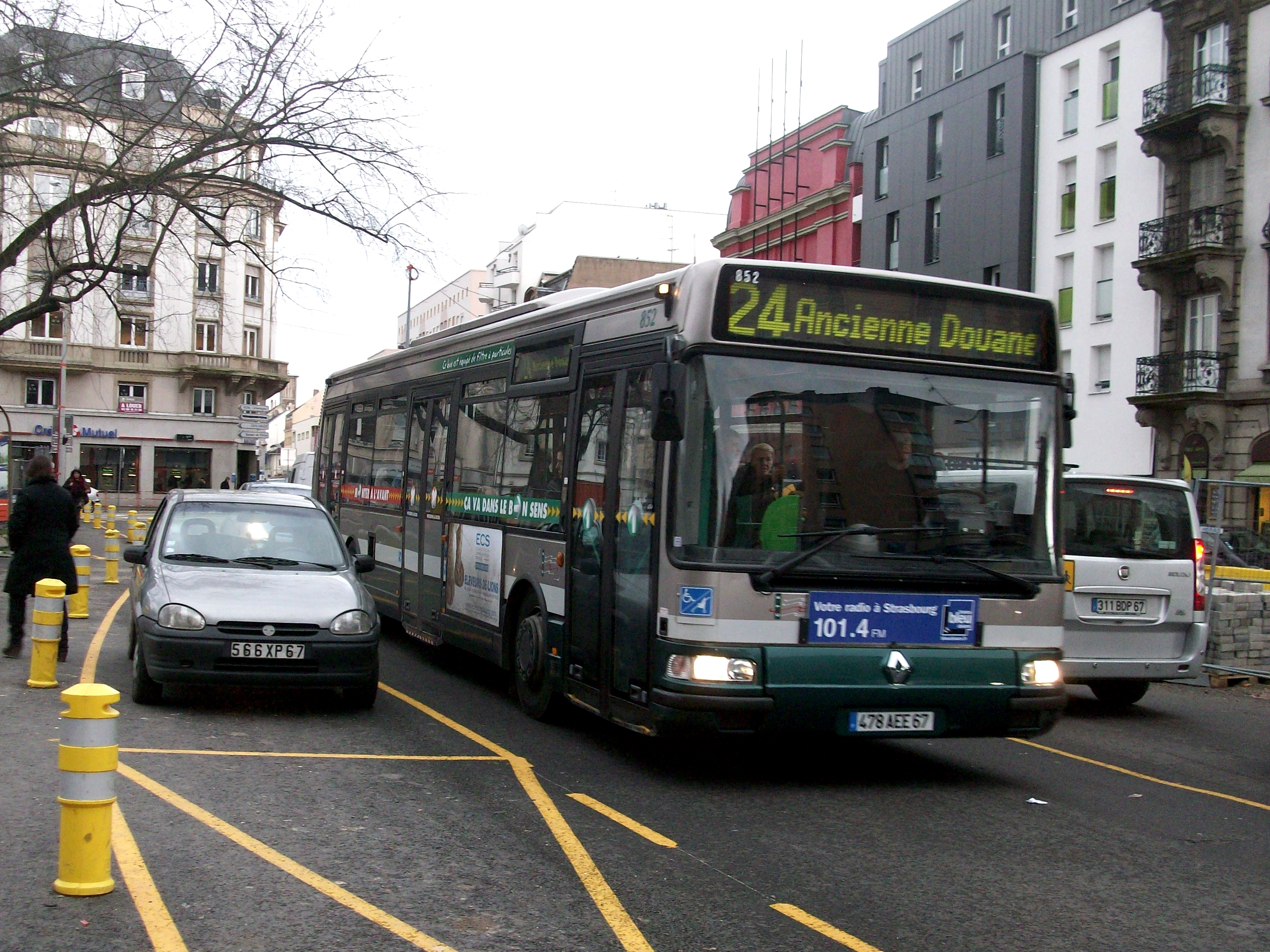
斯特拉斯堡公交24路
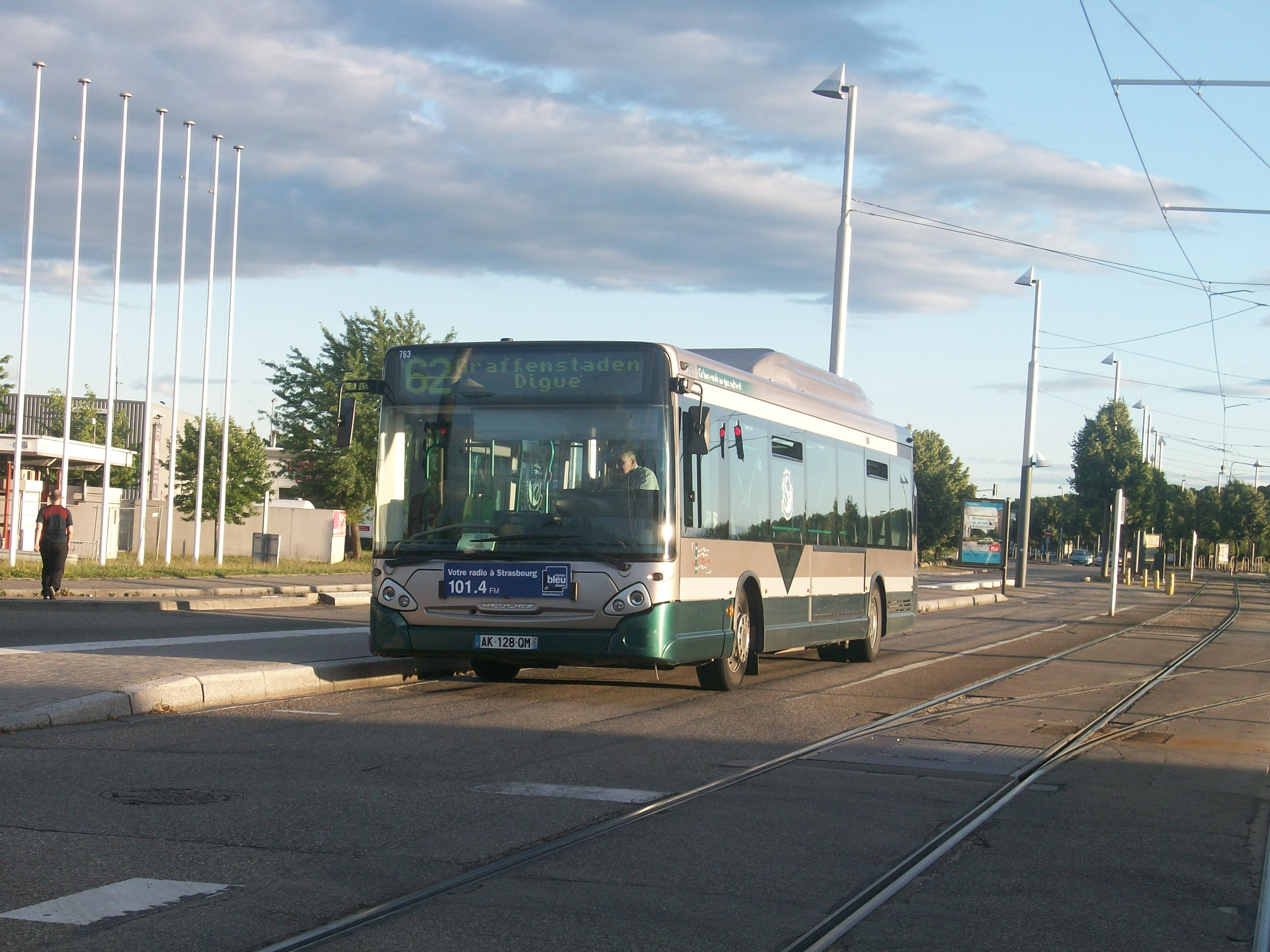
斯特拉斯堡公交62路